# Wassersportstadion Aruba
Das Wassersportstadion Aruba befindet sich in der Stadt Savaneta an der Südwestküste Arubas, rund zwei Kilometer westlich von San Nicolas. Es ist die Trainingsanlage des Comité Olímpico Arubano auf der Insel Aruba.

## Beschreibung
Die Anlage hat ein Schwimmbecken mit IOC-Abmessungen von 50 × 25 Metern. Sie ist das Trainingszentrum der arubanischen Schwimmer, wurde 1985 eröffnet und 1986 vom IOC anerkannt. Dort trainieren die Schwimmer, die Wasserballmannschaften und Synchronschwimmerinnen. Das Beckenwasser wird durch eine Meerwasserentsalzungsanlage gespeist. Die überdachte Tribüne fasst rund 2000 Zuschauer. Das angrenzende Clubhaus mit rund 700 m² Grundfläche beinhaltet die Fitnessräume, Dusch- und Umkleidekabinen sowie Schulungs- und Konferenzräume. Die Anlage mit einem angrenzenden Nichtschwimmerbecken von 12 auf 20 Metern wird auch für den Schulsport genutzt. Außerhalb der Trainingszeiten ist das Stadion für die Öffentlichkeit zugänglich.